# Убанги
Уба́нги (фр. Oubangui) — река в Центральной Африке, главный правый приток реки Конго.

## Этимология
Название от банги — на языке санго — «пороги», что связано с изобилием на этой реке порогов и быстрин; префикс у- указывает на объект, к которому относится название.

## Общие характеристики
Река берёт исток на границе с Демократической республикой Конго у города Джакома при слиянии рек Мбому и Уэле.
Первые 370 км река течёт в западном направлении, затем широкой петлей сворачивает на юго-запад, протекая затем через столицу Центральноафриканской республики Банги. Через 100 км после Банги Убанги образует естественную границу между уже названными государствами и с этого места до устья течёт на всём протяжении границы между Демократической республикой Конго и Республикой Конго. Убанги впадает в Конго 550 км ниже по течению от Банги и в 90 км к юго-западу от города Мбандака.
Длина Убанги, включая её левый исток Уеле, составляет 2272 км, площадь водосборного бассейна — 772 800 км². Средний расход воды достигает 4000 м³/с, варьируя в зависимости от сезона от 800 до 11000 м³/с.
В Центральноафриканской республике, особенно ниже по течению от Банги Убанги является судоходной и одной из важнейших транспортных артерий страны, так как в сезон дождей многие дороги оказываются затопленными.
Начиная с 1960-х гг. предлагаются различные проекты по переброске стока Убанги в долину Шари, для наполнения пересыхающего озера Чад.